# Gran Premi d'Espanya del 2009
El Gran Premi d'Espanya de Fórmula 1 de la Temporada 2009 s'ha disputat al circuit de Catalunya (Montmeló), el 10 de maig del 2009.

## Qualificacions del dissabte
| Pos | N. | Nom                  | Equip                  | Q1       | Q2       | Q3       | Graella |
| --- | -- | -------------------- | ---------------------- | -------- | -------- | -------- | ------- |
| 1   | 22 | Jenson Button        | Brawn - Mercedes       | 1:20.707 | 1:20.192 | 1:20.527 | 1       |
| 2   | 15 | Sebastian Vettel     | Red Bull - Renault     | 1:20.715 | 1:20.220 | 1:20.660 | 2       |
| 3   | 23 | Rubens Barrichello   | Brawn - Mercedes       | 1:20.808 | 1:19.954 | 1:20.762 | 3       |
| 4   | 3‡ | Felipe Massa         | Ferrari                | 1:20.484 | 1:20.149 | 1:20.934 | 4       |
| 5   | 14 | Mark Webber          | Red Bull - Renault     | 1:20.689 | 1:20.007 | 1:21.049 | 5       |
| 6   | 10 | Timo Glock           | Toyota                 | 1:20.877 | 1:20.107 | 1:21.247 | 6       |
| 7   | 9  | Jarno Trulli         | Toyota                 | 1:21.189 | 1:20.420 | 1:21.254 | 7       |
| 8   | 7  | Fernando Alonso      | Renault                | 1:21.186 | 1:20.509 | 1:21.392 | 8       |
| 9   | 16 | Nico Rosberg         | Williams - Toyota      | 1:20.745 | 1:20.256 | 1:22.558 | 9       |
| 10  | 5  | Robert Kubica        | BMW Sauber             | 1:20.931 | 1:20.408 | 1:22.685 | 10      |
| 11  | 17 | Kazuki Nakajima      | Williams - Toyota      | 1:20.818 | 1:20.531 |          | 11      |
| 12  | 8  | Nelson Piquet Jr.    | Renault                | 1:21.128 | 1:20.604 |          | 12      |
| 13  | 6  | Nick Heidfeld        | BMW Sauber             | 1:21.095 | 1:20.676 |          | 13      |
| 14  | 1‡ | Lewis Hamilton       | McLaren - Mercedes     | 1:20.991 | 1:20.805 |          | 14      |
| 15  | 12 | Sebastien Buemi      | Toro Rosso - Ferrari   | 1:21.033 | 1:21.067 |          | 15      |
| 16  | 4‡ | Kimi Raikkonen       | Ferrari                | 1:21.291 |          |          | 16      |
| 17  | 11 | Sebastien Bourdais   | Toro Rosso - Ferrari   | 1:21.300 |          |          | 17      |
| 18  | 2‡ | Heikki Kovalainen    | McLaren - Mercedes     | 1:21.675 |          |          | 18      |
| 19  | 20 | Adrian Sutil         | Force India - Mercedes | 1:21.742 |          |          | 19      |
| 20  | 21 | Giancarlo Fisichella | Force India - Mercedes | 1:22.204 |          |          | 20      |

"‡" indica que el cotxe munta el kers

## Resultats de la cursa
| Pos. | N. | Pilot                | Equip                  | Voltes | Temps/ Retir.    | Pos. de sort. | Punts |
| ---- | -- | -------------------- | ---------------------- | ------ | ---------------- | ------------- | ----- |
| 1    | 22 | Jenson Button        | Brawn - Mercedes       | 66     | 1h 37’ 19. 202   | 1             | 10    |
| 2    | 23 | Rubens Barrichello   | Brawn - Mercedes       | 66     | + 13.056 s       | 3             | 8     |
| 3    | 14 | Mark Webber          | Red Bull - Renault     | 66     | + 13.924 s       | 5             | 6     |
| 4    | 15 | Sebastian Vettel     | Red Bull - Renault     | 66     | + 18.941 s       | 2             | 5     |
| 5    | 7  | Fernando Alonso      | Renault                | 66     | + 43.166 s       | 8             | 4     |
| 6    | 3‡ | Felipe Massa         | Ferrari                | 66     | + 50.827 s       | 4             | 3     |
| 7    | 6  | Nick Heidfeld        | BMW Sauber             | 66     | + 52.312 s       | 13            | 2     |
| 8    | 16 | Nico Rosberg         | Williams - Toyota      | 66     | + 1’ 05.211 min. | 9             | 1     |
| 9    | 1‡ | Lewis Hamilton       | McLaren - Mercedes     | 65     | + 1 Volta        | 14            |       |
| 10   | 10 | Timo Glock           | Toyota                 | 65     | + 1 Volta        | 6             |       |
| 11   | 5  | Robert Kubica        | BMW Sauber             | 65     | + 1 Volta        | 10            |       |
| 12   | 8  | Nelson Piquet Jr.    | Renault                | 65     | + 1 Volta        | 12            |       |
| 13   | 17 | Kazuki Nakajima      | Williams - Toyota      | 65     | + 1 Volta        | 11            |       |
| 14   | 21 | Giancarlo Fisichella | Force India - Mercedes | 65     | + 1 Volta        | 20            |       |
| Ret  | 4‡ | Kimi Räikkönen       | Ferrari                | 17     | Hidràulics       | 16            |       |
| Ret  | 2‡ | Heikki Kovalainen    | McLaren - Mercedes     | 7      | Caixa canvi      | 18            |       |
| Ret  | 9  | Jarno Trulli         | Toyota                 | 0      | Col·lisió        | 7             |       |
| Ret  | 12 | Sébastien Buemi      | Toro Rosso - Ferrari   | 0      | Col·lisió        | 15            |       |
| Ret  | 11 | Sébastien Bourdais   | Toro Rosso - Ferrari   | 0      | Col·lisió        | 17            |       |
| Ret  | 20 | Adrian Sutil         | Force India - Mercedes | 0      | Col·lisió        | 19            |       |

"‡" indica que el cotxe munta el kers

## Altres
- Pole: Jenson Button 1' 20. 527

- Volta ràpida: Rubens Barrichello 1' 22. 762 (a la volta 28)

| Anterior G.P.: Gran Premi de Bahrain del 2009 | FIA 2009 Fórmula 1 Campionat mundial | Següent G.P.: Gran Premi de Mònaco del 2009 |
| Anterior G.P.: Gran Premi d'Espanya del 2008  | Gran Premi d'Espanya                 | Següent G.P.: Gran Premi d'Espanya del 2010 |